# Castel del Bosco
Castel del Bosco (o Casteldelbosco) è una frazione del comune italiano di Montopoli in Val d'Arno, nella provincia di Pisa, in Toscana.

## Storia
Il borgo di Castel del Bosco nacque in epoca medievale, quando gli arcivescovi di Pisa fecero qui istituire una dogana a catena per il pedaggio nei confronti di chi arrivava o si dirigeva a Firenze. Luogo di confine, fu teatro di numerosi scontri tra pisani e fiorentini, e qui l'11 luglio 1222 venne combattuta una violenta battaglia nella quale Pisa risultò sconfitta, con oltre 1 300 prigionieri trasportati a Firenze. Nel 1279 la suddetta dogana venne poi spostata in luogo più vicino alla città di Pisa, e fu quindi scelta la località di Calcinaia. Tra il XIII e il XIV secolo, Castel del Bosco dovette subire nuovi attacchi da parte dei fiorentini, ma anche dei lucchesi e, nel 1345, delle truppe milanesi di Luchino Visconti.
In seguito alla pace di Pescia, i fiorentini obbligarono i pisani a distruggere e smantellare completamente il castello di Castel del Bosco.
Nel 1927 il territorio di Castel del Bosco fu scorporato dal comune di Palaia per confluire in quello di Montopoli in Val d'Arno.

## Monumenti e luoghi d'interesse
- Chiesa di San Bruno, chiesa parrocchiale della frazione, fu edificata a seguito di un rescritto granducale del 1783 e di un decreto del vescovo di San Miniato del 1784. All'interno sono conservati un affresco tardo settecentesco raffigurante san Bruno, ed un pregevole altare in pietra datato 1822 nella cappella di sinistra.

- Villa Capponi Piaggio, imponente villa signorile, situata nella tenuta di Varramista, venne costruita verso la metà del XVI secolo dalla famiglia fiorentina dei Capponi su progetto dell'architetto Bartolomeo Ammannati. L'edificio è stato poi ristrutturato a inizio del XVII secolo e completato soltanto nella seconda metà del XVIII secolo. Appartenuta ai Capponi fino al 1953, venne acquistata dall'industriale Enrico Piaggio che ne fece la sua dimora e dove morì il 16 ottobre 1965.